# Shakib Khan
Shakib Khan, né le 28 mars 1979 également connu sous le sigle SK, est un acteur, producteur, chanteur, organisateur de films et personnalité médiatique bangladaise. 
Au cours de sa carrière d'environ deux décennies, Khan a été l'hélice de l'industrie cinématographique locale contemporaine[Quoi ?], largement connue sous le nom de Dhallywood. Il est populairement connu dans des médias comme King Khan, King of Dhallywood et Number One Shakib Khan, également appelé Bhaijaan of Dhallywood (en référence à son film de 2018 Bhaijaan Elo Re),. Actuellement, il est l'acteur le mieux payé du Bangladesh.

## Biographie
Shakib Khan est né le 28 mars 1979 sous le nom de Masud Rana à Ragadhi, Muksudpur, Gopalganj, au Bangladesh. 
La résidence d'origine de Khan est Muksudpur Upazila du district de Gopalganj. Son père Abdur Rab était fonctionnaire du gouvernement et sa mère Nurjahan, femme au foyer. Il a également une sœur et un frère. Adolescent, il a grandi dans le district de Narayanganj en raison du travail de son père.

### Vie privée

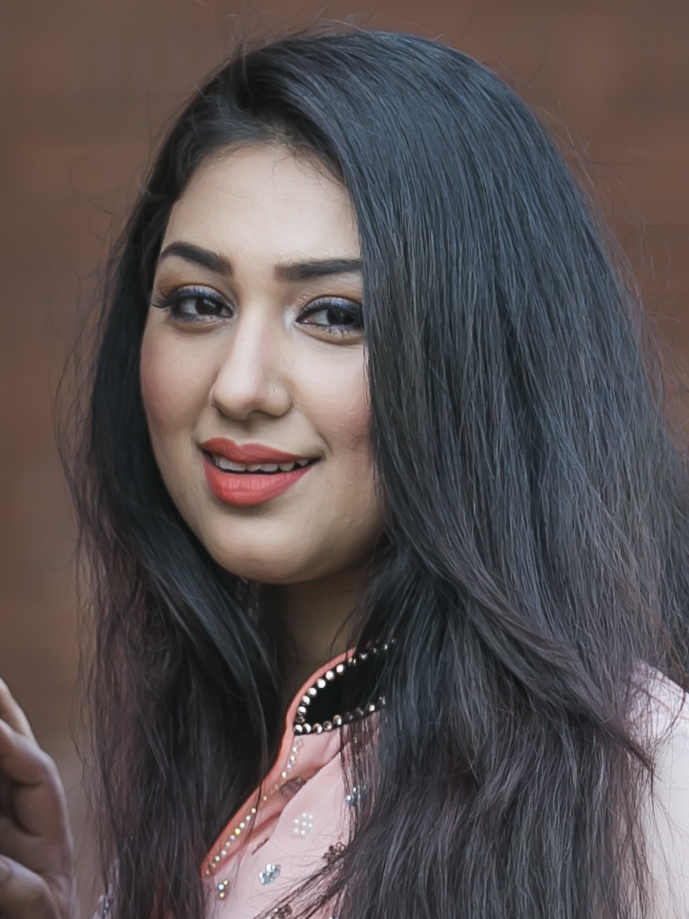
Portrait de l'ex-épouse de Khan, Apu Biswas.

Le 18 avril 2008, Shakib Khan a épousé en secret l'actrice avec laquelle il a joué dans la plupart de ses films, Apu Biswas, lors d'une cérémonie privée  à Dacca. C'est seulement en 2017, qu'Apu Biswas a informé les médias qu'ils étaient mariés, dans une interview accordée à une chaîne de télévision privée. 
Le couple a un fils nommé Abraham Khan Joy, né le 27 septembre 2016 à Calcutta,.
Le 22 novembre 2017, Shakib Khan a demandé le divorce, et le couple a divorcé le 22 février 2018,.

## Filmographie

### Acteur
- 1999 : Ananta Bhalobasa (bn)
- 2006 : Shuva (en)
- 2007 : Amar Praner Swami
- 2008 : Priya Amar Priya
- 2009 : Bolbo Kotha Bashor Ghore
- 2010 : Number One Shakib Khan
- 2010 : Bhalobaslei Ghor Bandha Jay Na
- 2011 : Adorer Jamai
- 2011 : King Khan
- 2011 : Moner Jala
- 2012 : Don Number One
- 2013 : Devdas
- 2014 : Hero: The Superstar
- 2016 : Purno Dhoirgho Prem Kahini
- 2016 : Shikari
- 2017 : Swatta
- 2017 : Rajneeti
- 2018 : Bhaijaan Elo Re
- 2018 : Chalbaaz
- 2018 : Naqaab
- 2019 : Password
- 2020 : BIR

### Producteur
- 2014 : Hero: The Superstar
- 2019 : Password
- 2020 : BIR

### Chanteur
- 2011 : Moner Jala
- 2016 : Purno Dhoirgho Prem Kahini